# Bakmi
Bakmi (prononcer « bak » en retenant le « k » final dans la glotte, qui devient ainsi inaudible pour une oreille française) est l'orthographe indonésienne d'un mot hokkien (une des langues chinoises du sud) qui veut dire « nouilles jaunes ». C'est sous ce nom qu'en Indonésie on connaît ces pâtes de blé dur chinoises qui se sont répandues dans toute l'Asie du Sud-Est en raison de la présence de communautés d'origine chinoise dans cette région.
Le bakmi n'est donc pas spécifiquement indonésien, mais les Indonésiens ont inventé leurs propres recettes pour préparer et accommoder cette matière première. En Indonésie, on mange ainsi ces nouilles sous des formes variées, en soupe (bakmi kuah, le mot hokkien kuah signifiant « bouillon ») ou frites (bakmi goreng), accompagnées ou non d'un assortiment de légumes et de morceaux de poulet ou crevettes, le tout arrosé de sauce de soja (soyu).
Ce plat est particulièrement commun en Nouvelle-Calédonie, au Surinam et en Guyane, sous le nom de bami, où il a été importé par les travailleurs immigrés indonésiens du début du XXe siècle, avant d’être plus largement répandu dans la population locale et auprès des commerçants d’origine vietnamienne. Ainsi, le midi, il n’est pas rare de trouver une épicerie qui en vende en barquettes à emporter. Il y est généralement préparé avec des vermicelles de soja transparents tandis que sa variante, faite avec des nouilles de blé dur, est dénommée « bami pâtes jaunes » et est moins commune.